# Paolo Ercoli
Paolo Ercoli (Roma, 9 maggio 1925 – Roma, 9 settembre 1996) è stato un ingegnere e informatico italiano, professore presso l'Università "La Sapienza" di Roma.

## Biografia
Dopo la laurea presso l'Università "La Sapienza" di Roma nel 1951, svolse l'attività di progettista e ricercatore presso il CNR fino a metà degli anni sessanta, lavorando ai progetti dei primi elaboratori elettronici a Roma (FINAC e CINAC). Nel direttivo dell'AICA a partire dal 1961, fu tra i più influenti ideatori del prototipo della macchina CINAC (Calcolatore dell'INAC, nato da una collaborazione tra Olivetti e l'INAC-CNR), un computer basato su un’architettura stack che lo rendeva particolarmente efficiente nell’ospitare programmi compilatori. Dopo l'acquisizione della divisione elettrica di Olivetti da parte di General Electric, il progetto del CINAC, però, date le sue caratteristiche atipiche rispetto alla domanda del mercato, venne abbandonato.
Membro della CIIM (Commissione Italiana per l’Insegnamento della Matematica), fu Direttore di ricerca del CNR, quando poi nella Facoltà di Ingegneria dell'Università di Roma La Sapienza (allora semplicemente Università di Roma) venne istituito il corso di laurea di Ingegneria elettronica, divenne docente di "Calcolatori Elettronici" presso l'Istituto di Automatica, istituto divenuto poi "Dipartimento di Informatica e Sistemistica" ed attualmente "Dipartimento di Ingegneria Informatica Automatica e Gestionale Antonio Ruberti". Paolo Ercoli ha anche diretto questo dipartimento per molti anni. Sono a lui dedicati i laboratori didattici dell'Università La Sapienza di Roma di via Tiburtina, 205.
Tra i primi divulgatori della cultura informatica e delle tematiche legate all'informatizzazione sia in Italia che all'estero (già nel 1964, ad esempio, tenne delle conferenze a Mosca e a Kiev sulle applicazioni dei calcolatori e sulla gestione dei processi industriali, e nel 1986 fece parte del comitato internazionale del programma "Eurit '86", prima conferenza europea di educazione informatica), Ercoli fu autore di libri di testo per l'Università e di articoli di divulgazione di carattere scientifico per giornali e riviste specializzate. Collaborò anche con l'Istituto dell'Enciclopedia Italiana.

## Pubblicazioni principali
- con R. Vacca, "Errors Due to Overflow in Arithmetic Operations Particularly as Regards FINAC Electronic Computer", Journal ACM, pp 13-16, 1957
- con R. Vacca, "Binary arithmetic for discretely variable word length in a serial computer", Commun. ACM, pp 450-455,1957
- "La tecnica nel campo delle calcolatrici elettroniche automatiche alla luce del recente Congresso di Londra", Vol. 487, IAC, Roma, 1957
- con R. Vacca, "Corso introduttivo alle calcolatrici elettroniche automatiche",  Siderea, 1957
- con F.V. Wagner e R. Silver, "Letters to the editor", Communications of the ACM: Volume 3 Issue 12, Dec. 1960
- con L. Mercurio, "Threshold Logic with One or more than One Threshold", IFIP Congress,pp 741-746, 1962
- "Otto anni di attività del calcolatore dell’Istituto nazionale per le applicazioni del calcolo", atti del 1º congresso AICA, Bologna, p. 149-158, 1963
- con R. Vacca, "Calcolatori elettronici analogici e numerici", Veschi Roma, 1964
- "Il calcolatore INAC dal punto di vista sistemistico e programmativo", Calcolo, Vol. 3, n. 4, pp. 441-470, 1966
- "Fondamenti dell'elaborazione automatica dell'informazione:corso di aggiornamento per ingegneri dell'ENEL, aprile 1965", Sistema, 1967
- "A String Representation of Graphs and Some of Its Applications", Rapporti dell'Istituto di automatica dell'Università di Roma e del Centro di studio dei sistemi di controllo e calcolo automatici del C.N.R, 1972
- "Implementation of Formulae for Graph Representation and Some Applications", Rapporti dell'Istituto di automatica dell'Università di Roma e del Centro di studio dei sistemi di controllo e calcolo automatici del C.N.R, 1974
- “From FINAC to CINAC”, in Atti Precongressuali, “Conv. Int. sulla storia e preistoria del Calcolo automatico e dell’Informatica” (Siena, 10-12 settembre 1991), Milano, AICA, pp. 59-68, 1991
- Le infrastrutture, i centri di calcolo", in "La questione universitaria", Atti della Conferenza all'Università  "La Sapienza", 10, P. 72-81, 1985
- "Rapporto tra latino e informatica nell'insegnamento", in Studi romani, riv. bim. dell'Istituto di studi romani, 33, p.284-287, 1985
- Testi per l'Università: "Calcolatori elettronici", ESA, Milano, 1982  -  "Appunti dalle lezioni di calcolatori elettronici", Siderea, Roma, 1985  - "Strutture di dati", La Goliardica, Roma, 1979
- con R. Lewis, "Artificial intelligence tools in education", IFIP TC 3 Working Conference on Artificial Intelligence Tools in Education, Frascati, Italy, 1987
- con G. Santucci, E. Beslmuller, P. Dumas, N. Hopkins, B. Klain, Jerry Winkler:"Design Methodologies and Standards in Governamental Organizations - Panel", pp 57-70 ER. 1988
- "Personal Computers on Campuses: The Experience", IFIP Congress, p 778, 1989
- con C. Batini e F. Marozza, "L'amministrazione dei sistemi informativi pubblici: quadro metodologico di riferimento", Il Mulino, Bologna, 1993
- "Sviluppo della cultura dell' informatica in Italia: Roma e Pisa", in  La cultura informatica in Italia: Riflessioni e testimonianze sulle origini—1950-1970, Fondazione Adriano Olivetti, Bollati Boringhieri, pp. 39-66,  Apr. 1993
- con C. Batini e F. Marozza, "Nuove metodologie per i sistemi informativi della pubblica amministrazione: integrazione del Quadro di riferimento metodologico per la progettazione di sistemi informativi", Il Mulino, Bologna, 1993